# Matt Harmon
Matthew Harmon (Estados Unidos, 4 de diciembre de 1995), más conocido como Matt Harmon, es un jugador profesional estadounidense de rugby que se desempeña en la posición de pilar izquierdo en New Orleans Gold, equipo perteneciente a la liga Major League Rugby.

## Carrera
En 2019, Harmon se unió al equipo New Orleans Gold, con el cual disputa su quinta temporada en la Major League Rugby. También fue parte de la Selección de rugby de los Estados Unidos.